# John Sundberg
John Sundberg (Gävle, 20 dicembre 1920 – Jättendal, 10 febbraio 2004) è stato un tiratore a segno svedese.

## Palmarès

### Olimpiadi
- 1 medaglia:
  - 1 bronzo (Melbourne 1956 nella carabina 50 metri tre posizioni)